# Zsolt Detre
Zsolt Detre est un skipper hongrois né le 7 mars 1947 à Budapest.

## Carrière
Zsolt Detre obtient une médaille de bronze olympique de voile en classe Flying Dutchman aux Jeux olympiques d'été de 1980 de Moscou.